# 半導体検出器

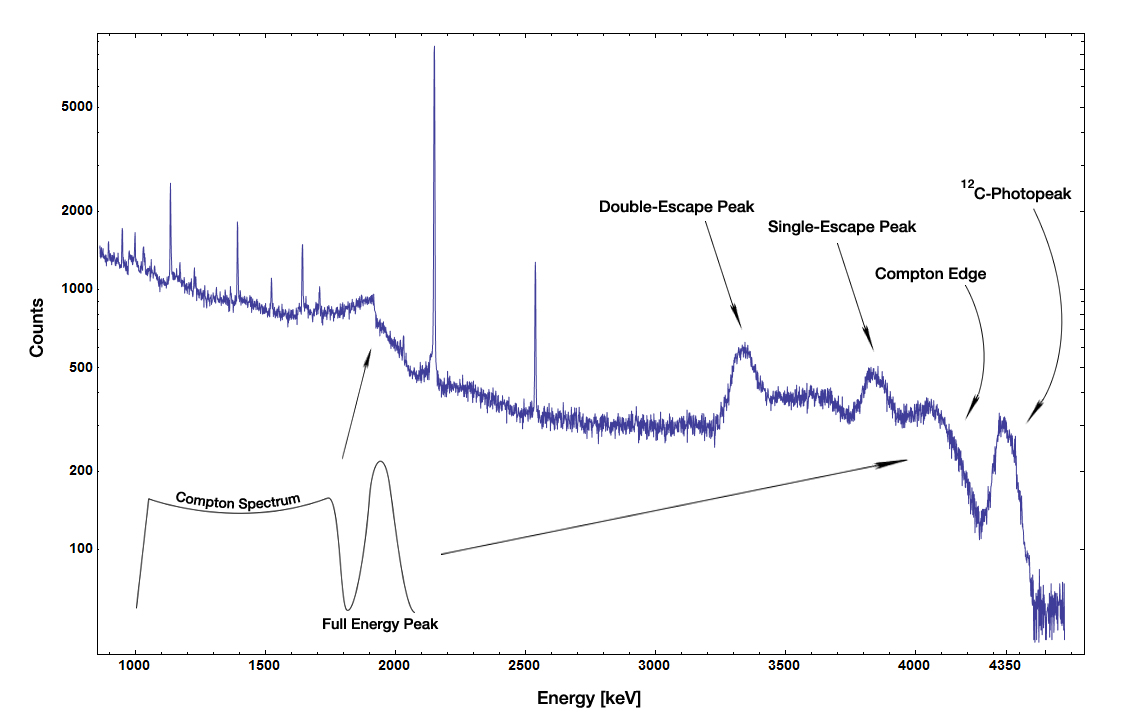
ゲルマニウム半導体検出器を用いて分析したAmBeのガンマ線スペクトル図。

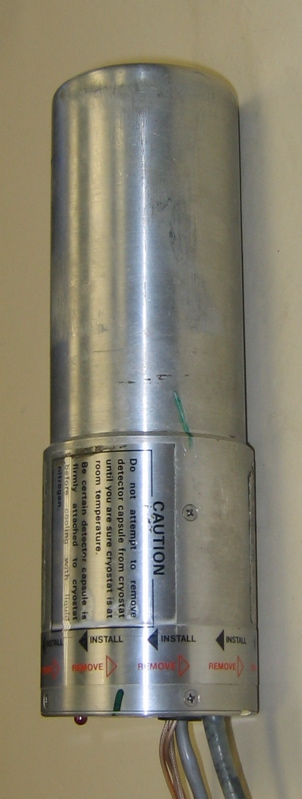
高純度ゲルマニウム検出器 (液体窒素デュワーを取り外したもの)

半導体検出器（はんどうたいけんしゅつき, 英: semiconductor detector）とは、半導体を利用した放射線検出器を言う。
半導体検出器は、時間応答性が比較的早くエネルギー分解能が優れていることから主にエネルギー分析に用いられる。半導体としては、シリコンまたはゲルマニウムが主に用いられる。

## 概要
半導体はそのままでは電気を通さないが、放射線が入射すると電離作用により電子正孔対が生成され電気が通るようになる。これはすなわち、放射線の入射を電気信号に変換できることを意味するが、この性質を利用した放射線検出器を半導体検出器（semiconductor detector）と呼ぶ。
他の放射線検出器に比べて半導体検出器はエネルギー分解能が高く、特にゲルマニウム半導体検出器はガンマ線のスペクトル分析を正確に行えることから放射性核種の同定や放射能の測定をするにあたって広く用いられている。

## 動作原理
バンド理論によれば、普通の状態において半導体は伝導帯（conduction band）に伝導電子が存在しないことから電圧をかけても電流は流れない。しかし、価電子帯（valence band）のエネルギーレベルにある電子になんらかの方法でエネルギーを与えることで、その電子を伝導帯のエネルギーレベルにバンドギャップを超えて励起させることができれば、半導体材料に電圧をかけることで電流が流れるようになる。
放射線が物質に入射するとその相互作用により電子が発生するが、この電子が半導体材料中の価電子帯のエネルギーレベルにある電子にエネルギーを与えることで伝導帯への励起が発生する。ここで半導体材料に電圧がかかっていれば放射線の入射を契機として電流が流れることとなる。これは半導体材料へ放射線が入射する状況の電気信号への変換に他ならず、半導体検出器は動作原理としてこれを利用している。
半導体材料中で吸収される放射線のエネルギーを E、1個の電子正孔対を作るのに必要な平均エネルギーを ε、生成される電子正孔対の数を n とする。このとき、以下のような関係
{\displaystyle n={\frac {E}{\epsilon }}}
が成り立つ。ここで、一定の入射エネルギー E に対して生じる電子正孔対の数 n が多いほどエネルギー分解能は高い。半導体は ε の値が低いため、n の値が多くなり必然的にエネルギー分解能が高くなることになる。

### ゲルマニウム半導体検出器
Ge半導体検出器はバンドギャップの幅が小さいため、常温では熱エネルギーによりバンドギャップを超えて電子が存在するので電気抵抗が低すぎて検出器としては使いものにならない。液体窒素により冷却することによってバンドギャップを超える電子がなくなるので抵抗値が実用レベルになって検出器として用いることができる。使用しないときは常温で保管が可能である。Ge半導体検出器では結晶不感部により吸収されてしまうので測定可能エネルギー下限はせいぜい50 keV程度である。
放射線スペクトルの解析を行うには上述の通り増幅器によって電気パルスを増幅し、これを多重波高分析器 (MCA) で解析する。検出器の分解能が高いため、性能を存分に発揮するためにはNaIシンチレーション検出器を用いたスペクトル解析とは違い安定性の高い増幅器・チャンネル数の多いMCA (通常 4096 ch) を用いる必要性がある。

### シリコン半導体検出器
Si(Li)半導体検出器とシリコンドリフト検出器がある。主に、エネルギー分散型X線分析で用いられることが多い。放射線分野では、分解能に優れているので核種の同定などに威力を発揮し、特に低エネルギー領域の測定に用いられる。測定の方法はGe半導体検出器と変わらない。
Si (Li) 半導体検出器（略称：SSD）Siの結晶にLiをドリフトした検出器で、こちらは100eV程度から20 keV程度までのX線の分解能に優れ、検出効率はほぼ100%である。しかしGe半導体検出器と違いSiは原子番号が小さいため、最大50 keV程度までのX線が測定の限界である。
目的の性能で使用するためには、液体窒素温度まで冷却する必要がある。
シリコンドリフト検出器(略称：SDD)Siにドリフト電圧を印加した検出器である。Si(Li)に比べ、高エネルギー側の感度が悪いが、高いエネルギー分解能を維持したまま、多くのＸ線を計数することが可能である。近年、エネルギー分散型X線分析では、SDDが主流となってきている。液体窒素温度まで冷却する必要がなく、ペルチィエ冷却で使用できるため、小型かつ軽量となっている。

### その他の半導体検出器
このように使用時・保存時ともに低温に冷却する必要性がある検出器が多いが、最近では電気冷却が可能なものや、室温程度で動作するCdTeなどを用いた検出器の研究も進められており、分解能はGe半導体検出器などには劣るもののシンチレーション検出器に比べれば10倍程度と十分高い分解能を有するので、医学や高エネルギー天文学、環境放射線の計測などへの応用が期待されている。
また、最近用いられている個人被曝量を測定する線量計などはシリコン半導体検出器を採用したものも多い。これは冷却しなくても常温で使用できる。